# ハン・フェン
ハン・フェン（Feng Han、1985年12月14日 - ）は中国出身の自転車競技（ロードレース、マウンテンバイクレース）選手。現在は無所属。

## 来歴
2008年、トレック・マルコポーロ・サイクリングチームに加入。
- ツアー・オブ・ハイナン 総合60位
- 中国国内選手権 クロスカントリー 3位

2009年、スキル・シマノに移籍。
- ツアー・オブ・チンハイレイク 総合39位